# Сен-Сир
 Специјална Војна Школа Сен-Сир  (фр. École spéciale militaire de Saint-Cyr) је институција високог образовања, најважнија и престижни војна школа за официрског кандидата у Француској. Мото - „Учите да побјеђујемо“ (фр. Ils s'instruisent pour vaincre).

## Историја оснивања
Школа је основана 1802 год. за вријеме Наполеона у Фонтенблу умјесто Краљевске војне школе, расформиране током револуције. Војна академија је добила име 1806. након што је пребачена у париско предграђе Сен-Сир-л’Екол, у зграду богословије за племените дјевојке, коју је основала 1686. маркиза Ментенон. Међу дипломцима Сен-Сира- cу : 11 Маршала Француске, 6 чланова Француска академија, и три председника Француске, државе (Мак Махон, Петен, де Гол, a такође и cенатоp Другог француског царства и убица Пушкина Жорж Д'Антес.
После пораза Француске у рату са Њемачком, школа је евакуисана на југ Француске у Екс ан Прованс, a 1942, је престала да постоји. Њена стара зграда у Сен Сиру - уништена од стране савезничких бомбардовања. У 1945, председник Шарл де Гол обнавља школу у граду Гер 43 км југозападно од Рена у Бретањи. Сенсирска Академија је популарна код туриста, при њој је смјештен музеј.

## Значајни дипломци
.
- Петар I Карађорђевић (1844—1921): Дипломирао 1862 - Краљ Србије и Југославије (1903—1921)
- Луј Франше д’Епере (1856—1942): Дипломирао 1876 - маршал Француске
- Филип Петен (1856—1951): 1878 - Дипломирао 1876 - маршал Француске, премијер Француске за време Другог светског рата (1940—1944)
- Драгољуб Михаиловић (1893—1946): Дипломирао 1912 - Армијски генерал Краљевине Југославије
- Шарл де Гол (1890—1970): Дипломирао 1912 - Бригадни генерал, Председник Француске Републике (1958—1969)
- Зин ел Абидин бен Али (1936—2019): Дипломирао 1957 - Председник Туниса (1987—2011)